# 652

## Esdeveniments
- Setge de Cesaraugusta (652)
- Batalla a Dongola entre els musulmans i els cristians de Makuria, amb victòria dels primers.[1]
- Les poblacions del Japó s'organitzen per conjunts de cases controlades per un ancià, sistema que durarà fins al segle xx.

## Naixements
- Constantí IV

## Necrològiques
- Khindasvint, rei visigot.
- Ita Idoberga.[2]